# Vlajko Senić

## Vlajko Senić
Vlajko Senić (Beograd, 8. februara 1973) srpski je političar i ekonomista. Od 2003. do 2006. godine bio je zamenik ministra u Ministarstvu trgovine, turizma i usluga. Od 2007. do 2008 bio je državni sekretar u Ministarstvu za omladinu i sport. Od 2012. do 2013. godine obavlja funkciju državnog sekretara u Ministarstvu za finansije i ekonomiju u Vladi Republike Srbije.
Diplomirao je na Ekonomskom fakultetu 1998. godine, smer za spoljnu i unutrašnju trgovinu kao jedan od najboljih studenata u generaciji sa prosečnom ocenom tokom studiranja 9.51. Master studije političkog menadžmenta završio je na George Washington University u Vašingtonu (Master of Professional Studies in Political Management), sa prosečnom ocenom GPA 3,81/4,00.
Bio je narodni poslanik u Narodnoj skupštini Republike Srbije u dva mandata. Prvi put u šestom sazivu Skupštine Srbije od oktobra 2003 do marta 2004. godine. Drugi put u osmom sazivu Skupštine Srbije od juna 2008. do decembra 2012. godine.
Od 2013. godine do 2018. godine predstavljao je Srbiju u Svetskoj Banci gde je bio član Borda Direktora.
Od 2018. nastavlja rad u Svetskoj Banci kao konsultant.